# Blok mieszkalny przy al. Wojska Polskiego 51 w Szczecinie
Blok mieszkalny przy al. Wojska Polskiego 51 – blok mieszkalny wznoszący się na narożniku ulicy Jagiellońskiej i alei Wojska Polskiego, na obszarze szczecińskiego osiedla Centrum, w dzielnicy Śródmieście. Budynek wyróżniony tytułem „Mistera Szczecina” w 1963 r.

## Historia
Na miejscu dzisiejszego budynku przed II wojną światową znajdowała się eklektyczna kamienica. Uległa ona częściowemu zniszczeniu podczas bombardowań alianckich. Przetrwała część skrzydła do wysokości 2-3 piętra od strony ulicy Jagiellońskiej, parter od strony alei Wojska Polskiego i prawa oficyna. Po prowizorycznej odbudowie zachowanych fragmentów kamienicy na parterze umieszczono sklep jubilerski.
W 1962 r. zburzono fragmentarycznie zachowaną kamienicę. Skrzydło od strony alei Wojska Polskiego rozebrano do fundamentów. Następnie zgodnie z projektem architekta Janusza Karwowskiego wzniesiono dwuskrzydłowy, 8-kondygnacyjny budynek mieszkalny, zasłaniając zachowaną prawą oficynę.
Rok później komisja składająca się z przedstawicieli m.in. Miejskiej Rady Narodowej, Stowarzyszenia Architektów Polskich, redakcji gazety Kurier Szczeciński wybrała budynek do plebiscytu o tytuł „Mistera Szczecina". Decyzją czytelników gazety blok wyróżniono tytułem Mistera Szczecina 1963. W pierwszych latach po oddaniu do użytku na szczycie bloku znajdowała się reklama Rady Wzajemnej Pomocy Gospodarczej w postaci trójwymiarowej, skróconej nazwy tej organizacji.
Pierwszy remont bloku miał miejsce jeszcze w latach 60. XX wieku. Kolejny miał miejsce w 2011 r., kiedy blok przeszedł termomodernizację. Początkowo cała fasada frontowa miała otrzymać kolor odmienny od oryginalnego. Zauważyło to Stowarzyszenie Estetycznego i Nowoczesnego Szczecina, które opowiedziało się za odtworzeniem oryginalnych kolorów elewacji i zawiadomiło autora projektu budynku. W następstwie odbyło się spotkanie przedstawicieli Stowarzyszenia, zarządcy bloku i firmy odpowiedzialnej za remont z architektem Karwowskim, na którym podjęto decyzję o pomalowaniu głównej elewacji od strony Jagiellońskiej w historyczne barwy biało-niebieskie.